# Reuven Feuerstein
Reuven Feuerstein (hebrejsky ראובן פוירשטיין‎), (21. srpna 1921 – 29. dubna 2014) byl izraelský klinický, vývojový a kognitivní psycholog, známý především svou teorií o modifikovatelnosti inteligence, která říká: "(inteligence) není fixní, ale lze ji měnit". Feuerstein byl zakladatelem mezinárodního centra The International Center for the Enhancement of Learning Potential (ICELP) v Jeruzalémě v Izraeli.

## Biografie
Reuven Feuerstein se narodil jako jedno z devíti dětí v chudé židovské rodině v Botoşani v Rumunsku. Mladý Feuerstein byl silně ovlivněn svým otcem, který pracoval jako poradce židovské obce v Botoşani. V letech 1940 až 1944 studoval učitelství a pedagogiku na univerzitě v Bukurešti. Svá studia však musel přerušit v důsledku nacistické invaze do Rumunska. Nastoupil na roční nucené práce do pracovního tábora v Transylvánii a po propuštění pracoval jako poradce a učitel židovských dětí zasažených nacistickou perzekucí.

### Studium a profesní kariéra
V roce 1944 byl nucen uprchnout z Rumunska a vydal se do Palestiny. Usadil se v kibucu, kde po následující čtyři roky pracoval s dětmi zasaženými holokaustem, dětmi přicházejícími ze Sovětského svazu a kulturně deprivovanými dětmi z Persie a Maroka, kterým pomáhal začlenit se do nové kultury. Období strávené v kibucu bylo klíčové pro rozvoj Feuersteinovy teorie o modifikovatelnosti inteligence. Zde si poprvé položil otázku, jakým způsobem lze měnit lidské bytosti, a začal prozkoumávat velkou otázku modifikovatelnosti jedince. Byl to počátek dlouhé kariéry, v níž se Feuerstein zaměřil na psychologické a vzdělávací potřeby imigrantů, uprchlíků a jinak znevýhodněné populace.
Po čtyřech letech strávených v izraelském kibucu, v roce 1948, se Reuven Feuerstein vrátil do Evropy, aby zde dokončil studium psychologie. Vzápětí mu však byla diagnostikována tuberkulóza a byl mu doporučen pobyt v sanatoriu. Jeho obě plíce byly zasaženy a švýcarští odborníci jej prohlásili za nevyléčitelně nemocného. Vydal se tedy hledat své poslední útočiště do sanatoria ve švýcarských Alpách. Nějaký čas strávený léčbou a blízkost smrti ale Feuersteina naučila, že síla lidské víry a přesvědčení je obrovská. Rozhodl se a věřil, že se uzdraví, a jak sám řekl „...neuposlechl jsem své doktory a šel jsem studovat a pracovat.“
Začal tedy studovat na Ženevské univerzitě u André Reye a Jeana Piageta, kde navštěvoval přednášky takových osobností jako byl např. Karl Jaspers nebo Carl Gustav Jung a získal titul z obecné a klinické psychologie. V roce 1970 získal doktorát z vývojové psychologie na Sorbonně. O této době později prohlásil: „Poznal jsem podstatu lidské modifikovatelnosti a překročil ji, abych nastínil obrysy teorie, která se později stala známou jako teorie Strukturální kognitivní modifikace.“
V padesátých a šedesátých letech působil Reuven Feuerstein jako ředitel psychologických služeb mladé Aliji (židovské imigrace do Izraele) v Evropě. V této funkci byl zodpovědný za umisťování potenciálních emigrantů do různých vzdělávacích programů v Izraeli. To mu pomohlo ke zjištění, že při předložení standardních testů inteligence židovským dětem z Maroka, vedly si tyto děti chabě. Když však byly provázeny těmito testy zprostředkovatelem, jejich výkony se dramaticky zlepšily. Tato zkušenost přiměla doktora Feuersteina zpochybnit dosavadní názory na stabilitu inteligence a předpokládal, že kulturní rozdíly ve stylu učení jsou onou zásadní otázkou. Vyvinul nové metody hodnocení a učební pomůcky, které se zaměřovaly na kognitivní flexibilitu a opíraly se o tuto schopnost.
Toto období bylo rovněž určující pro Feuersteinovu hypotézu potenciálu pro změnu u více limitovaných dětí. Zjistil, že klíč ke smysluplnému předávání instrukcí všem dětem leží ve zprostředkování. Zpočátku aplikoval svou metodu a nástroje na děti s Downovým syndromem, později ji rozšířil na lidi zasažené mrtvicí, mozkovou obrnou, trpící demencí, autismem aj. Jeho institut Center of the Enhancement of Learning Potential (ICELP; Mezinárodní centrum pro zvýšení učebních schopností) v Jeruzalémě nejen spolupracuje s lidmi z celého světa, ale také školí terapeuty a školitele své metody v mezinárodním prostředí. V 80. letech rozšířil svou metodu také pro využití v komerčním, vládním i vojenském prostředí. Metoda je používána k trénování zaměstnanců v Číně, Indii, Jižní Americe, Africe a Kanadě.

### Ocenění
V roce 1992 mu byla udělena Cena Izraele za oblast sociálních věd a roku 2012 byl nominován na Nobelovu cenu míru. Byl profesorem pedagogické psychologie na Bar-Ilanově univerzitě a na Univerzitě Vanderbilt.